# Peosidrilus acochlearis
Peosidrilus acochlearis är en ringmaskart som beskrevs av Erséus och Loden 1981. Peosidrilus acochlearis ingår i släktet Peosidrilus och familjen glattmaskar. Inga underarter finns listade i Catalogue of Life.